# Cementerio de La Teja
El Cementerio de La Teja, se emplaza en el barrio de La Teja, Montevideo, Uruguay.

## Sepulturas
- Tabaré Vázquez (1940-2020), 39° y 41° presidente de Uruguay (2005-2010 y 2015-2020).
- María Auxiliadora Delgado (1937-2019), primera dama de Uruguay (2005-2010 y 2015-2019).[1]
- Fernando Miranda Pérez (1919-1975), detenido desaparecido durante la dictadura cívico-militar, padre del abogado Javier Miranda.[2]
- Abdón Porte (1893-1918), futbolista.[3]
- María Elvira Salvo (1905-2009), empresaria y filántropa.
- Carlos Solé (1916-1975), relator futbolístico.
- Raúl Sendic Antonaccio (1925-1989), guerrillero tupamaro.
- Danilo Astori, vicepresidente del Uruguay.